# Kirchenruine Malliehagen

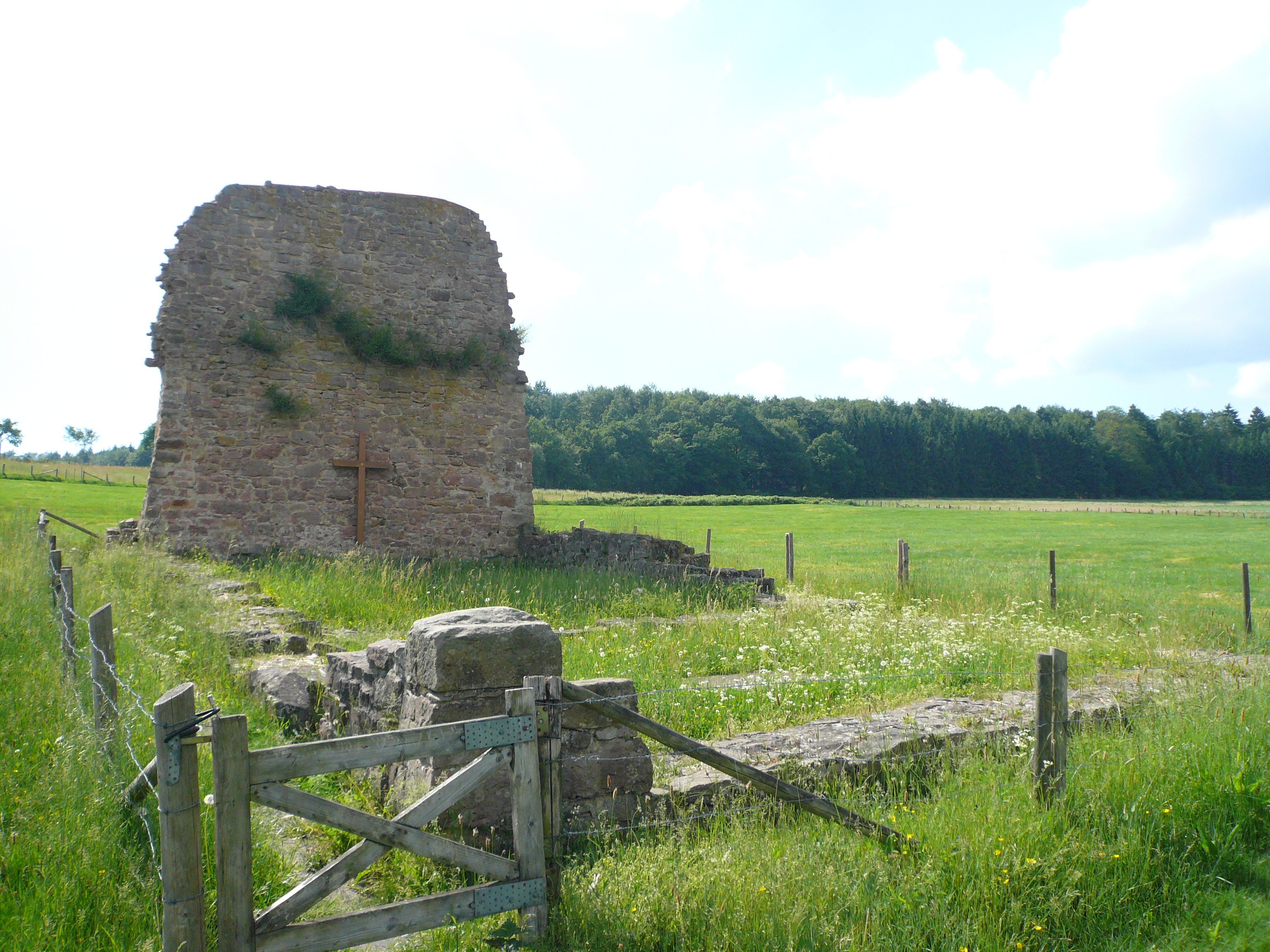
Kirchenruine Malliehagen

Die Kirchenruine Malliehagen befindet sich etwa 2,5 km nordöstlich des Uslarer Ortsteils Dinkelhausen in Niedersachsen. Das einstige Bauwerk war die Kirche des 1318 erstmals erwähnten Ortes Melighhagen, der im 16. Jahrhundert als wüst gefallen galt.

## Beschreibung
Von der einstigen Kirche haben sich die Grundmauern und ein sieben Meter hoher, fensterloser Mauerrest der Westwand aus Bruchsteinen erhalten. Im Mauerrest befindet sich in 3,7 Meter Höhe ein Absatz, der von einer früheren Balkendecke zeugt. Die Kirche hatte die Ausmaße von 7,9 × 14,6 Meter und war durch eine Zwischenwand in einen westlichen und einen östlichen Teil getrennt. Die Mauerstärke betrug einen Meter und im oberen Bereich etwa 0,60 Meter. Möglicherweise war es ein mehrgeschossiger Bau mit Wehrkirchencharakter. 1984 wurden die Baureste im Boden freigelegt.

## Wüstung
Der Ort Melighhagen mit seiner Kirche lag in einem Wiesental des Malliehagenbachs, umgeben von Waldungen des Sollings. 1318 wird er im Lehnbuch von Herzog Otto des Milden von Braunschweig erstmals urkundlich erwähnt. Laut einer Urkunde von 1410 war der Ort noch bewohnt. In einer Nachricht von 1596 wird Melighhagen als Wüstung bezeichnet. Die Siedlung, von der sich bis auf die Kirchenruine keine Reste erhalten haben, wurde wahrscheinlich in der 2. Hälfte des 16. Jahrhunderts aufgegeben. Die Ursachen dafür sind nicht bekannt. Vermutet wird die Verschlechterung der Lebensbedingungen im ausgehenden Mittelalter, was auch im Solling zum Verlassen von Siedlungen führte. Andere aufgegebene Orte mit Kirchenruinen im Solling sind die Wüstungen Schmeessen und Winnefeld.

## Sonstiges
Vom 4. August 2024 an war auf einer Wiese an der Kirchenruine für vier Wochen ein nicht genehmigtes Rainbow Gathering mit bis zu 2000 erwarteten Teilnehmern geplant, das die Behörden untersagten.